# 尤爾伊夫卡 (盧甘斯克州)
48°29′23″N 38°57′50″E / 48.48972°N 38.96389°E
尤爾伊夫卡（烏克蘭語：Юр'ївка）是位於烏克蘭東部的市級鎮，由盧甘斯克州阿爾切夫斯克區的阿爾切夫斯克市鎮負責管轄。該鎮始建於1840年，面積1.21平方公里，海拔高度96米，2011年人口3,075，人口密度每平方公里2,541.3人。